# Lawrence Cherono
Lawrence Cherono (* 7. August 1988) ist ein kenianischer Marathonläufer.

## Laufbahn
2015 gewann er bei seiner Premiere den Sevilla-Marathon in 2:09:39 h. Es folgten ein zweiter Platz beim Lanzhou-Marathon und ein siebter Platz beim Shanghai-Marathon.
Im Jahr darauf wurde er Zweiter beim Hongkong-Marathon und siegte beim Prag-Marathon in 2:07:24 h. Im Herbst wurde er Zweiter beim Hengshui-Marathon und verbesserte beim Honolulu-Marathon den zwölf Jahre alten Streckenrekord von Jimmy Muindi um mehr als anderthalb Minuten auf 2:09:39 h.
2017 wurde er mit einer Zeit von 2:06:21 h zunächst Zweiter beim Rotterdam-Marathon, bevor er bei seinen Siegen in Amsterdam (2:05:09 h) und Honolulu (2:08:27 h) jeweils einen neuen Streckenrekord aufstellte.
Beim London-Marathon 2018 wurde Cherono Siebter. Beim Amsterdam-Marathon verteidigte der 30-Jährige im Oktober erfolgreich seinen Titel und verbesserte dabei mit 2:04:06 h sowohl den Streckenrekord als auch seine persönliche Bestleistung.
2019 gewann Cherono den Boston-Marathon in 2:07:57 h. Es war sein erster Sieg bei einem Rennen der World Marathon Majors. Der zweite folgte noch im selben Jahr beim Chicago-Marathon, wo er sich in 2:05:45 h durchsetzte.
2024 wurde Cherono wegen Dopings für sieben Jahre gesperrt.

## Sportliche Erfolge
| Datum/Jahr    | Rang | Wettbewerb         | Austragungsort | Zeit    | Bemerkung                                                        |
| ------------- | ---- | ------------------ | -------------- | ------- | ---------------------------------------------------------------- |
| 13. Okt. 2019 | 1    | Chicago-Marathon   | Chicago        | 2:05:45 |                                                                  |
| 15. Apr. 2019 | 1    | Boston-Marathon    | Boston         | 2:07:57 |                                                                  |
| 21. Okt. 2018 | 1    | Amsterdam-Marathon | Amsterdam      | 2:04:06 | Sieg mit neuem Streckenrekord und persönlicher Marathon-Bestzeit |
| 10. Dez. 2017 | 1    | Honolulu-Marathon  | Honolulu       | 2:08:26 |                                                                  |
| 15. Okt. 2017 | 1    | Amsterdam-Marathon | Amsterdam      | 2:05:09 | Sieg mit neuem Streckenrekord und persönlicher Marathon-Bestzeit |
| 9. Apr. 2017  | 2    | Rotterdam-Marathon | Rotterdam      | 2:06:21 | 17 Sekunden hinter seinem Landsmann Marius Kimutai Kipserem      |
| 11. Dez. 2016 | 1    | Honolulu-Marathon  | Honolulu       | 2:09:39 |                                                                  |
| 8. Mai 2016   | 1    | Prag-Marathon      | Prag           | 2:07:24 |                                                                  |
| 22. Feb. 2015 | 1    | Sevilla-Marathon   | Sevilla        | 2:09:39 |                                                                  |